# Жертва (рассказ)
«Жертва» — один из святочных («готических») рассказов А. М. Ремизова, опубликованных в журнале «Золотое руно» (№ 1 за 1909 год). В 1925 г. вместе с рассказами «Чёртик», «Пожар» и «Занофа» переиздан в пражском сборнике «Зга». Редкий пример мистического хоррора в дореволюционной русской литературе.
Повествование ведётся в обычной для Ремизова сказовой манере. Главный герой Бородин проживает в селе Благодатном с супругой Александрой Павловной и четырьмя детьми: Мишей, Лизой, Зиной и Соней. Описывается он как живой мертвец: после сорока лет перестал стареть, выговор у него механический («словно говорящая кукла»), во впалых глазах — «жуткие блёстки». Всё зяб и раздавал окружающим свои земли — «шутовской кусок»: три шага в длину и один в ширину. Были у него два увлечения — ездить смотреть на покойников (чем яснее следы разложения — тем лучше) и собственноручно резать кур.
Однажды в деревню заехал друг детства Бородина, петербургский генерал, но при виде товарища упал без чувств, а потом ретировался из этих мест. В деревне заговорили, что что-то тут «нечисто». Свадьба Лизы прошла как в балагане: даже в церкви все хохотали. Однако вскоре после того начались несчастья: Миша разбился на лошади, Лиза повесилась, Зину свела в могилу болезнь. Младшей дочери, Соне, Александра Павловна открывает великую тайну: много лет назад, когда муж был при смерти, она пообещала отдать жизни троих детей, если он придёт в себя. И вот теперь пришло время расплачиваться.
Между тем Бородин всё больше напоминает мертвеца, по дому начинает ползти трупный запах, который списывают на подохших в подвале крыс. Он обуреваем идеей «найти» Соню: «все потерялись, все нашлись, одной Сони нет». Иными словами, в мире «мертвеца» с ним все дети, кроме Сони. Александра Павловна боится за её жизнь. Ночью со словами «курочка моя!» отец семейства проползает в комнату супруги и заносит нож над беззащитной шеей спящей дочери. Но силы оставляют его и тело его расползается в «липкую кашицу». А после того дом охватывает пожар.